# Astaena boliviensis
Astaena boliviensis är en skalbaggsart som beskrevs av Moser 1918. Astaena boliviensis ingår i släktet Astaena och familjen Melolonthidae. Inga underarter finns listade.